# Biztram
Biztram (* 1981 in Berlin; bürgerlich Benjamin Bistram) ist ein deutscher Musikproduzent, Songwriter und Rapper. Er wurde vor allem durch Produktionen und Gastauftritte auf Alben des Rappers Prinz Pi bekannt.

## Leben
Biztram veröffentlichte über das Independent-Label Royal Bunker im Jahr 2001 sein Solo-Tape 00/01 als Rapper. Er arbeitete ab 2004 mit dem Rapper Prinz Pi und dessen damaligem Label No Peanuts zusammen. Biztram ist für den Großteil der Beats von Prinz Pi verantwortlich, beteiligt sich an der Textarbeit und tritt auch als Gastrapper auf mehreren Liedern in Erscheinung. Außerdem produzierte er für Sarah Connor, Adel Tawil, Mark Forster, Lea, Nico Santos, K.I.Z, Eko Fresh, Glasperlenspiel, Mia, Balbina, Casper und Paula Hartmann.

## Diskografie
Alben
- 2001: 00/01

Gastbeiträge
- 2004: Echt das Letzte auf Wilder Mann, wilde Bitch von Rhymin Simon
- 2005: Gold sinkt nach unten (2 Minuten RMX) auf Teenage Mutant Horror Show von Prinz Porno
- 2006: Meli Pt. II auf Bitchmoves (10 Jahre das Schlechteste von Rhymin Simon) von Rhymin Simon
- 2006: Singt die Lieder, Wie die Zeit vergeht und Meene Stadt auf !Donnerwetter! von Prinz Pi
- 2008: Sanftitanz auf Get E-Rich or Die Tryin’ von E-Rich
- 2010: Wo gehst du hin, meine Schöne (feat. Prinz Pi & Biztram) auf Wo gehst du hin, meine Schöne von Frank Zander
- 2011: Rand II auf Rebell ohne Grund von Prinz Pi

Produktionen und Autorenbeteiligungen
- 2004: Baby Girl auf RB Nr. 1 Vol. 1 von Royal Bunker
- 2004: Meine Family auf Dünya Dönüyor (Die Welt dreht sich) von Eko Fresh & Azra
- 2004: Betriebsweihnacht 04 von Royal Bunker
- 2004: Wilder Mann, wilde Bitch (Hammer-Remix), Ich kann und Echt das Letzte auf Wilder Mann, wilde Bitch von Rhymin Simon
- 2005: Porno and the Biztamatics präsentieren immer Dasselbe, sie machen Cash zu Cash auf Buckwheats Baby Volume One von Buckwheats Music
- 2005: Würfel auf Guess Who's Back On The Streets von Prinz Porno
- 2005: Diverse auf Teenage Mutant Horror Show von Prinz Porno
- 2005: Diverse auf Kingpintin’ von Rhymin Simon
- 2005: Sieh mir noch einmal in die Augen von Rhymin Simon auf Orgi Pörnchen 3 – Der Soundtrack
- 2005: Träumer '05 (Biztram Remix) und Reiß es ab! auf Geschriebene Geschichte 1998-2005 von Prinz Porno
- 2005: Ohne Pee von Prinz Porno und Abroo auf Juice CD 52
- 2006: Diverse auf !Donnerwetter! von Prinz Pi
- 2006: Diverse auf Live aus der Crunkarena von H.A.C.K.
- 2006: Jeder Job auf RB Nr. 1 Vol. 2 – Rock 'N' Roll von Royal Bunker
- 2006: Roter September von Prinz Pi auf Juice CD 67
- 2006: Instinkt, Keine Idole, Unerträgliche Leichtigkeit & Gute Karten auf Instinkt EP von Prinz Pi
- 2007: Mein Weg von Boba Fettt
- 2007: Namenstag, Krokodil, Fluch der Besten, Wiederbelebt & Dunkle Sonne auf Das Prinz IP Prinz Pi Volume 1 von Prinz Pi
- 2007: Spasst, 11. Plage und Der Schöne und das Biest auf Hahnenkampf von K.I.Z
- 2007: Willkommen in Berlin und Totentanz auf Zeitlos von Prinz Pi
- 2007: Newschool Ikonen von Prinz Pi und Eko Fresh auf Juice Vol. 78
- 2008: Neopunk von Prinz Pi
- 2008: Laufpass von Prinz Pi und Casper auf Juice CD 88
- 2008: Glückskeks von K.I.Z & Boba Fettt & Wir hören uns von Prinz Pi & Biztram auf Rap City Berlin Sampler 3
- 2008: Allein von Prinz Pi auf Juice Vol. 91
- 2009: Diverse auf Teenage Mutant Horror Show 2 von Prinz Pi
- 2010: Bina von Bina
- 2010: 126.000 Volt von Bina auf Juice CD 108
- 2010: Nie wieder und Unendlich sein auf Illuminati Epos Posterior von Prinz Pi
- 2010: Sägeblatt (Biztram Remix) auf Eins von Maeckes
- 2011: Diverse auf Rebell ohne Grund von Prinz Pi
- 2011: Kreuzberg Blues auf Achse des Schönen von Prinz Pi
- 2011: Das Grizzly Lied und So perfekt auf XOXO von Casper
- 2011: Amore to Vicente von Bina
- 2012: Additional production: Diverse auf Lukas Graham von Lukas Graham
- 2012: Drunk in the morning von Lukas Graham
- 2012: Marching Man von Michael Schulte
- 2013: Halt Dein Maul von Y-Titty
- 2013: Ich trau mich nicht von ApeCrime
- 2013: Du auf Unter meiner Haut von Elif
- 2014: Verdammt Normal von Y-Titty
- 2014: Swing dein Ding und Füße hoch von ApeCrime
- 2014: Affenbande von ApeCrime
- 2015: was ich nicht hab von ApeCrime
- 2015: Tag X von Glasperlenspiel
- 2015: Innenseiten Eines Aussenseiters EP von Prinz Pi
- 2015: Auf deiner Bühne von Mister Me
- 2016: Vergessene Welt von Julian Williams
- 2016: Im Westen nix Neues von Prinz Pi
- 2016: Album Wir brauchen Nix von Elias Hadjeus
- 2016: BANG! und Zombie von ApeCrime
- 2017: Album EXIT von ApeCrime
- 2017: Diverse auf Poesiealbum von Julia Engelmann
- 2017: Mit Größe gehen, Stadt aus Gold und Haut aus Glas  von Alina
- 2017: Fragen über Fragen von Balbina
- 2017: Alles neu 2017 von Mia
- 2017: Diverse auf Nichts war umsonst von Prinz Pi
- 2017: Rooftop von Nico Santos
- 2018: Safe von Nico Santos
- 2018: Oh Hello von Nico Santos
- 2018: Diverse auf Streets of Gold von Nico Santos
- 2018: Hier, Bei aller Liebe und Wenn alles schläft von Alex Mayr
- 2018: Immer wenn wir uns sehen von Lea
- 2018: Zwei Herzen von Sascha
- 2018: Luft von Blinker
- 2018: Blicke EP von Blinker
- 2018: Lions in Cage von Rea Garvey
- 2019: Alles hat ein Ende von SDP
- 2019: Urlaub machen und Bei Dir von KLAN
- 2019: Denkmal aus Eisen von Adel Tawil
- 2019: Optionen von Karen
- 2019: Vincent von Sarah Connor
- 2019: Diverse auf Herz Kraft Werke von Sarah Connor
- 2019: Nix is gut EP von Luvre47
- 2019: Das Krasseste von Glasperlenspiel
- 2019: Sonne von Balbina
- 2019: Mama von Baci
- 2019: Das Wenigste von Max Herre
- 2019: Jung von Sören
- 2019: Play with Fire von Nico Santos
- 2020: Album Punkt. von Balbina
- 2020: Übermorgen von Mark Forster
- 2020: Ende der Welt, Wenn nur Liebe hilft und Kaputt von Lea
- 2020: Beton von Kayef
- 2020: Album Wo mein Herz ist von Sarah Zucker
- 2021: Low Key von Luvre47
- 2021: Dazwischen sind wir Freunde von Sarah Connor
- 2021: Engel ohne Flügel und Nichts auf der Welt von Helene Fischer
- 2021: Ein Jahr von Capital Bra & Montez
- 2021: EP Wasser von Lina
- 2021: Blau von Luvre47
- 2021: Kein Bock von Luvre47 und Paula Hartmann
- 2022: Gegen die Wand von Edo Saiya & Sharaktah
- 2022: Fabian von Casper
- 2022: Album Nie verliebt von Paula Hartmann
- 2022: 1995 von Prinz Pi
- 2022: Passion von Luciano & Paula Hartmann
- 2022: Geruch von Koks von Haftbefehl feat. Paula Hartmann
- 2023: Diverse auf Bülowstrasse von Lea
- 2023: Album ADHS von Prinz Pi
- 2023: Album 24/1 von Lina
- 2023: awg,broken dreams und sag meinen namen  von Marita
- 2023: gekreuzte Finger von Trettmann feat. Paula Hartmann
- 2023: 3 Sekunden von Celine feat. Paula Hartmann
- 2023: schwarze SUVs von Paula Hartmann
- 2023: Candy Crush von Paula Hartmann
- 2024: Album Kleine Feuer von Paula Hartmann
- 2024 Mein Hass tritt dir die Haustür ein von Berq
- 2024 Alleine von Berq
- 2024 Red Cups von Ufo361 feat. Paula Hartmann
- 2025 Immer von Gerry Star feat. Stella
- 2025 Dieses eine Lied von Jassin

## Auszeichnungen
- 2023: Polyton in der Kategorie „Text“ (3 Sekunden)[8]
- 2024: Polyton in der Kategorie „Produktion“ (Kleine Feuer)[9]